# Младен Живковић
Младен Живковић (Пожаревац, 26. август 1989), српски је фудбалски голман, који тренутно наступа за Железничар из Панчева.

## Каријера
Фудбалом је почео активно да се бави од своје 10 године. Прве кораке направио је бранећи за локални клуб Царевац из истоименог места. Касније је неко време провео у млађим категоријама ВГСК-а из оближњег Великог Градишта, где је као шеснаестогодишњак прикључен првом тиму тог клуба, који се такмичио у Зони Дунав. Своју сениорску каријеру наставио је у екипи пожаревачког Инона, са којим се надметао у Српској лиги Запад. Након тога је једну сезону бранио за Слогу из Петровца на Млави, пре него што је лета 2010. године потписао за Смедерево. У том клубу забележио је своје прве професионалне наступе у Суперлиги Србије, најпре као резервни голман, а касније и први избор међу стативама. Током такмичарске 2012/13, Живковић је одиграо укупно 30 такмичарских утакмица, од чега 29 лигашких и једну у Купу Србије, док је сусрет 18. кола Суперлиге пропустио због црвеног картона који је претходно добио у поразу од екипе Јавора. По окончању сезоне и испадању клуба у нижи степен такмичења, Живковић је раскинуо уговор и прикључио се екипи Доњег Срема, као слободан играч. Како током јесењег дела такмичарске 2013/14. није изборио статус првог голмана, Живковић је почетком 2014. напустио клуб, те је одмах затим потписао за бугарски Черноморец. У том клубу задржао се до лета, док је затим био члан београдског Синђелића, где је наступао у Првој лиги Србије. Почетком 2015. представљен је као нови голман Новог Пазара. Као чувар мреже тог клуба, Живковић је доживео вишеструки прелом јагодичне кости, после контакта са Предрагом Сикимићем на сусрету 7. кола Суперлиге Србије, за такмичарску 2016/17, против Црвене звезде. Након Новог Пазара, Живковић је бранио за Раднички из Ниша, али је у јесен 2018. поново доживео тежу повреду, након пуцања задње ложе. Почетком 2019. године, током краћег периода тренирао је са норвешким Мјендаленом, док се потом вратио у Србију и потписао за Рад. До краја 2019. био је члан лучанске Младости, а затим је потписао за шабачку Мачву. Лета 2020. године прешао је у крушевачки Напредак. Приликом изједначујућег поготка Лазара Марковића за Партизан, на отварању такмичарске 2020/21. у Суперлиги Србије, дошло је до судара са Младеном Живковићем. Живковић је због повреде изнет са терена, док је тренер Напретка, Драган Ивановић, након утакмице рекао да је чувару мреже његове екипе поломљена нога. Уместо Живковића је испред мреже стао Алекса Јорданов.

## Приватно
Младен Живковић је по струци дипломирани економиста.